# Чишма (Татишлинський район)
Чишма́ (рос. Чишма, башк. Шишмә) — присілок у складі Татишлинського району Башкортостану, Росія. Входить до складу Шулгановської сільської ради.
Населення — 48 осіб (2010; 57 у 2002).
Національний склад:
- башкири — 95 %